# Lucien Hubbard
Lucien Hubbard (* 22. Dezember 1888 in Fort Thomas, Kentucky; † 31. Dezember 1971 in Beverly Hills, Kalifornien) war ein US-amerikanischer Drehbuchautor, Filmproduzent und Filmregisseur.

## Leben

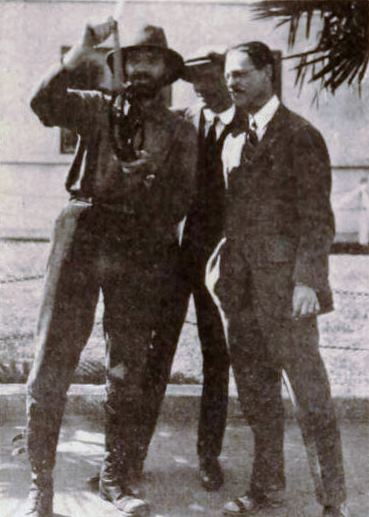
B Reeves Eason, Lucien Hubbard und Douglas Z Doty – 1921

Lucien Hubbard begann 1917 als Verfasser von Vorlagen und Szenarien für den Stummfilm The Angel Factory. Im Laufe seiner Karriere schrieb er die Drehbücher für fünfzig Filme.
Bei der Oscarverleihung 1931 war er erstmals für einen Oscar für die beste Originalgeschichte nominiert und zwar gemeinsam mit Joseph Jackson für Leichtes Geld (1931). 1932 war er für The Star Witness abermals für den Oscar in der Kategorie beste Originalgeschichte nominiert. Weitere Filme nach seinen literarischen Vorlagen und Drehbüchern waren The Tower of Jewels (1920), Paid (1930), Three on a Match (1932) sowie Unternehmen Donnerschlag (1943). Daneben begann er Mitte der 1920er Jahre auch seine Tätigkeit als Filmproduzent für die Warner Bros. und produzierte nach seinem Debüt The Wanderer of the Wasteland (1924) bis 1941 fast sechzig Filme. Weitere Produktionen von ihm waren Wings (1927), Employees’ Entrance (1933), Storm at Daybreak (1933) und Geheimagent 13 (1934). Er arbeitete als Autor und Produzent mit Filmregisseuren wie Tom Teriss, Alfred E. Green, Mervyn LeRoy, Ray Enright, William A. Wellman, Sam Wood sowie Richard Boleslawski zusammen. Bei dem Film Rose-Marie (1928) verfasste er nicht nur das Drehbuch, sondern führte auch Regie. Seine heute bekannteste und noch verfügbare Regiearbeit ist die Jules-Verne-Verfilmung Die mysteriöse Insel (1929) mit Lionel Barrymore in der Hauptrolle. Allerdings blieben diese Filme zwei von insgesamt nur drei Regiearbeiten von ihm.
In den 1940er Jahren plante Hubbard eine Ferienanlage in Desert Hot Springs östlich von Los Angeles, die aber über ein von John Lautner entwickeltes Motel nie hinauskam.

## Filmografie
- 1925: Der Untergang der roten Rasse (The Vanishing American) (Drehbuch)
- 1925: Prärieteufel (The Thundering Herd) (Drehbuch)
- 1925: Im Tale der wilden Pferde (Wild Horse Mesa) (Drehbuch)
- 1926: Der Schrecken der Steinwüste (Desert Gold)  (Drehbuch)
- 1927: Wings (Produktion)
- 1928: Rose-Marie (Regie, Drehbuch)
- 1929: Die mysteriöse Insel (The Mysterious Island) (Regie, Drehbuch)
- 1930: Paid (Drehbuch)
- 1931: Leichtes Geld (Smart Money) (Drehbuch)
- 1932: Rettender Ruin (A Successful Calamity) (Produktion)
- 1932: Three on a Match
- 1933: Urlaub vom Thron (The King's Vacation) (Supervisor)
- 1933: Rückkehr aus der Fremde (The Stranger’s Return)
- 1933: Herz zu verschenken (Beauty for Sale)
- 1933: Employees’ Entrance (Produktion)
- 1933: Storm at Daybreak (Produktion)
- 1934: Zwei Herzen auf der Flucht (Fugitive Lovers) (Produktion)
- 1934: Geheimagent 13 (Operator 13) (Produktion)
- 1935: Ein Arzt für alle Fälle (Society Doctor) (Produktion)
- 1943: Unternehmen Donnerschlag (‘Gung Ho!’) (Drehbuch)